# Liste der Abgeordneten zum Vorarlberger Landtag (XXI. Gesetzgebungsperiode)
Diese Liste der Abgeordneten zum Vorarlberger Landtag (XXI. Gesetzgebungsperiode) listet alle Abgeordneten des Vorarlberger Landtags während der XXI. Gesetzgebungsperiode auf. Der Landtag amtierte in der XXI. Gesetzgebungsperiode vom 29. Oktober 1969 bis zur Angelobung der Abgeordneten der XII. Gesetzgebungsperiode am  4. November 1974.
Von den 36 Abgeordneten stellte die Österreichische Volkspartei (ÖVP) nach der Landtagswahl 1969 20 Abgeordnete. Neun Abgeordnete entfielen auf die Sozialistische Partei Österreichs (SPÖ), sieben auf die Freiheitliche Partei Österreichs (FPÖ). Auf Grund der starken Gewinne konnte die FPÖ gegenüber der Landtagswahl 1964 auf Kosten der SPÖ einen Abgeordneten mehr stellen, die Anzahl der Mandate der ÖVP blieb trotz starker Verluste gleich.

## Funktionen

### Landtagspräsidenten
Gemäß der Landesverfassung fiel der Anspruch auf die Position des Landtagspräsident, sofern die Landtagsfraktionen nicht anders übereinkommen der stimmenstärksten Partei und somit der ÖVP zu. In der ersten Landtagssitzung am 4. November 1974 wurde folglich Karl Tizian erneut zum Landtagspräsidenten gewählt. In der schriftlich durchgeführten Wahl wurden 36 abgegebenen Stimmen abgegeben, von denen 35 gültig und eine leer war. Tizian konnte alle 35 gültigen Stimmen auf sich vereinen. Die Wahl der Vizepräsidenten des Landtags erfolgte am selben Tag gemäß der Landesversammlung unter Einrechnung des Präsidenten nach den Grundsätzen des Verhältniswahlverfahrens, wobei der ÖVP das Vorschlagsrecht für das Amt des 1. Vizepräsidenten und der SPÖ das Vorschlagsrecht für das Amt des 2. Vizepräsidenten zufiel. Bei der Wahl der Vizepräsidenten wurden 36 Stimmen abgegeben, von denen zwei leer blieben. Friedrich Heinzle (ÖVP) wurde mit 34 Stimmen zum 1. Landtagsvizepräsidenten gewählt, Walter Peter (SPÖ) erhielt bei seiner Wahl zum 2. Landtagsvizepräsidenten ebenfalls 34 Stimmen.
Walter Peter schied per 24. Juni 1970 aus seinem Amt als 2. Landtagsvizepräsident aus, wobei ihn in dieser Funktion am selben Tag Elmar Steurer (SPÖ) ablöste.

### Klubobleute
Wie bereits in der Vorgängerperiode wirkte Ignaz Battlogg als Klubobmann des ÖVP-Landtagsklubs weiter. In der SPÖ hatte Walter Peter das Amt des Landtagsklubvorsitzenden inne, im Jänner 1972 wurde er von Karl Graf in dieser Funktion abgelöst. In der FPÖ führte Alfred Eß das Amt des Klubobmanns, als sein Stellvertreter fungierte Fritz Franke.

### Abgeordnete
| Name               | Fraktion | Wahlbezirk | Anmerkung                                                                    |
| ------------------ | -------- | ---------- | ---------------------------------------------------------------------------- |
| Aberer Willi       | ÖVP      | Dornbirn   |                                                                              |
| Battlogg Ignaz     | ÖVP      | Bludenz    |                                                                              |
| Blaickner Elfriede | ÖVP      | Feldkirch  |                                                                              |
| Blank Konrad       | ÖVP      | Bregenz    | Mandatsniederlegung am 3. November 1969 nach der Wahl in die Landesregierung |
| Bösch Robert       | FPÖ      | Dornbirn   |                                                                              |
| Eß Alfred          | FPÖ      | Feldkirch  |                                                                              |
| Falschlunger Karl  | SPÖ      | Bregenz    | am 5. November 1969 als Nachfolger von Bundesrat Viktor Schwarzmann angelobt |
| Feierle Heinz      | ÖVP      | Dornbirn   |                                                                              |
| Franke Fritz       | FPÖ      | Feldkirch  |                                                                              |
| Fritz Walter       | ÖVP      | Bregenz    | am 5. November 1969 als Nachfolger von Gerold Ratz angelobt                  |
| Graf Karl          | SPÖ      | Feldkirch  |                                                                              |
| Hagen Hermann      | ÖVP      | Dornbirn   |                                                                              |
| Hagspiel Ludwig    | ÖVP      | Bregenz    | Mandatsniederlegung per 2. April 1970 nach Wahl in den Nationalrat           |
| Heinzle Friedrich  | ÖVP      | Feldkirch  |                                                                              |
| Jäger Bertram      | ÖVP      | Bludenz    |                                                                              |
| Keßler Herbert     | ÖVP      | Feldkirch  |                                                                              |
| Köhlmeier Gerhard  | ÖVP      | Bregenz    |                                                                              |
| Kraft Kurt         | ÖVP      | Bludenz    | am 5. November 1969 als Nachfolger von Martin Müller angelobt                |
| Lanik Franz        | SPÖ      | -          |                                                                              |
| Längle Alfons      | ÖVP      | Feldkirch  | am 5. November 1969 als Nachfolger von Rudolf Mandl angelobt                 |
| Lingg Walter       | ÖVP      | Bregenz    |                                                                              |
| Ludescher Hans     | ÖVP      | Feldkirch  |                                                                              |
| Mandl Rudolf       | ÖVP      | Feldkirch  | Mandatsniederlegung am 3. November 1969 nach der Wahl in die Landesregierung |
| Mayer Fritz        | SPÖ      | Bregenz    | am 17. Mai 1972 als Nachfolger von Walter Peter nach                         |
| Moosbrugger Peter  | ÖVP      | Bregenz    | am 22. April 1970 als Nachfolger von Ludwig Hagspiel angelobt                |
| Müller Martin      | ÖVP      | Bludenz    |                                                                              |
| Nagler Josef       | FPÖ      | Bludenz    | am 23. Februar 1972 als Nachfolger von Karl Vonbank angelobt                 |
| Neururer Norbert   | SPÖ      | Bregenz    |                                                                              |
| Peter Walter       | SPÖ      | Bregenz    | Mandatsniederlegung per 20. April 1972                                       |
| Purtscher Martin   | ÖVP      | Bludenz    |                                                                              |
| Ratz Gerold        | ÖVP      | Bregenz    |                                                                              |
| Reichart Wilhelm   | FPÖ/OF   | Bregenz    | ab 1. August 1973 fraktionslos                                               |
| Rüsch Karl-Werner  | FPÖ      | Dornbirn   |                                                                              |
| Schelling Josef    | FPÖ      | Bregenz    |                                                                              |
| Schwarzmann Viktor | SPÖ      | Bregenz    | Mandatsverzicht am 29. Oktober 1969 nach Wahl in den Bundesrat               |
| Stadelmann Alfons  | ÖVP      | Dornbirn   |                                                                              |
| Stecher Hermann    | SPÖ      | Bludenz    |                                                                              |
| Steurer Elmar      | SPÖ      | Bludenz    |                                                                              |
| Sutterlüty Anton   | ÖVP      | Bregenz    | am 5. November 1969 als Nachfolger von Konrad Blank angelobt                 |
| Tizian Karl        | ÖVP      | Bregenz    |                                                                              |
| Vogel Bernhard     | SPÖ      | Dornbirn   |                                                                              |
| Vonbank Karl       | FPÖ      | Bludenz    | Mandatsniederlegung am 24. Jänner 1972                                       |
| Waibel Hubert      | ÖVP      | Bregenz    |                                                                              |
| Winder Ernst       | SPÖ      | Dornbirn   |                                                                              |